# Si morne !
Si morne ! est une mélodie pour voix et piano de Maurice Ravel composée en 1898, sur un poème d’Émile Verhaeren.

## Présentation
La mélodie Si morne ! est une mélodie pour voix et piano de Maurice Ravel sur un poème d’Émile Verhaeren, écrite en novembre 1898, quand il était élève de composition de Gabriel Fauré au Conservatoire de Paris. Le poème mis en musique est le quatrième du recueil Les Débâcles de 1888.
La partition, dont l’existence était connue de quelques proches de Maurice Ravel dont Michel-Dimitri Calvocoressi et Roland-Manuel,,, est cependant restée inédite du vivant du compositeur et du vivant de son frère cadet, Édouard Ravel (1878-1960). Elle a été publiée à titre posthume aux éditions Salabert en 1975, année de célébration du centenaire de la naissance de Maurice Ravel, avec une notice d’Arbie Orenstein.
Dans le catalogue des œuvres de Ravel établi par Marcel Marnat, la pièce porte le numéro M 16.

## Analyse
Selon Marcel Marnat, dans Si morne !, « une flexibilité « 1900 » inspire maintenant la ligne de chant qui suit ces vers irréguliers avec soin. Le chromatisme à la mode y sert à créer une atmosphère dépressive, dans le prolongement de celle d’Un grand sommeil noir. Cette fois, pourtant, l’angoisse mène au cri. Le traitement du piano, enfin, annonce celui du Martin-pêcheur des Histoires naturelles par son indépendance, la richesse de ses accords, richesse qui fait que Si morne ! résume toutes les mélodies de Ravel jusque-là ; inattendue quant au texte comme par sa musique, l’œuvre échappe à la faiblesse des créations qui l’environnent et nuance richement le portrait qu’on peut se faire de Ravel à cette époque ».
Selon Christian Goubault, « la Chanson du rouet et Si morne ! sont des mélodies destinées aux salons où Ravel était invité, notamment celui de Mme de Saint-Marceaux ». La seconde mélodie, en fa dièse mineur, « est remarquable par son climat harmonique et par son opulence ». Aux mesures 19-20, Maurice Ravel « utilise brièvement et pour la première fois la gamme par tons mélodiquement et harmoniquement ».
Bénédicte Palaux Simonnet s’interroge : « Qu’est-il arrivé à l’automne 1898, pour avoir choisi de mettre en musique le quasi désespéré Si morne d’Émile Verhaeren (1855-1916) ? A-t-il voulu honorer symbolistes et décadents, Maeterlinck, Rodenbach, Mallarmé, Villiers ? Nécessité d’un repli sur soi avec la souffrance qu’engendre le travail intérieur. Ravel n’a pas souhaité publier cette mélodie ».
La durée moyenne d'exécution de la mélodie est de quatre minutes environ.

## Discographie
- Ravel : Complete Songs for Voice and Piano, CD 1, par Valérie Millot (soprano) et David Abramovitz (piano), Naxos 8.554176-77, 2003.
- Maurice Ravel : The Complete Works, CD 13, par Jessye Norman (soprano) et Dalton Baldwin (piano), Warner Classics 0190295283261, 2020.

### Écrits de Maurice Ravel
- Maurice Ravel, L'intégrale : Correspondance (1895-1937), écrits et entretiens : édition établie, présentée et annotée par Manuel Cornejo, Paris, Le Passeur Éditeur, 2018, 1769 p. (ISBN 978-2-36890-577-7 et 2-36890-577-4, BNF 45607052)

### Monographies
- Roland-Manuel, Maurice Ravel et son œuvre, Paris, A. Durand et fils, Éditeurs, 1914, 49 p. (BNF 31237741)
- Roland-Manuel, Maurice Ravel et son œuvre, Paris, A. Durand et fils, Éditeurs, 1925, 50 p. (BNF 31237741)
- Roland-Manuel, À la gloire de... Maurice Ravel, Paris, Nouvelle Revue Critique, 1938, 287 p. (BNF 32580891)
- Marcel Marnat, Maurice Ravel, Paris, Fayard, coll. « Les indispensables de la musique », 1986, 828 p. (ISBN 2-213-01685-2, BNF 43135722).
- Christian Goubault, Maurice Ravel : le jardin féerique, Paris, Minerve, 2004, 357 p. (ISBN 2-86931-109-5, BNF 39264179).
- Bénédicte Palaux Simonnet, Maurice Ravel, Paris, Bleu Nuit éditeur, coll. « Horizons » (no 71), 2020, 176 p. (ISBN 978-2-35884-085-9).

### Articles et chapitres de livres
- René Chalupt, « Maurice Ravel et les prétextes littéraires de sa musique », La Revue musicale, no 6,‎ 1er avril 1925, p. 65-74 (lire en ligne, consulté le 31 mars 2024).